# Julia Kavanagh

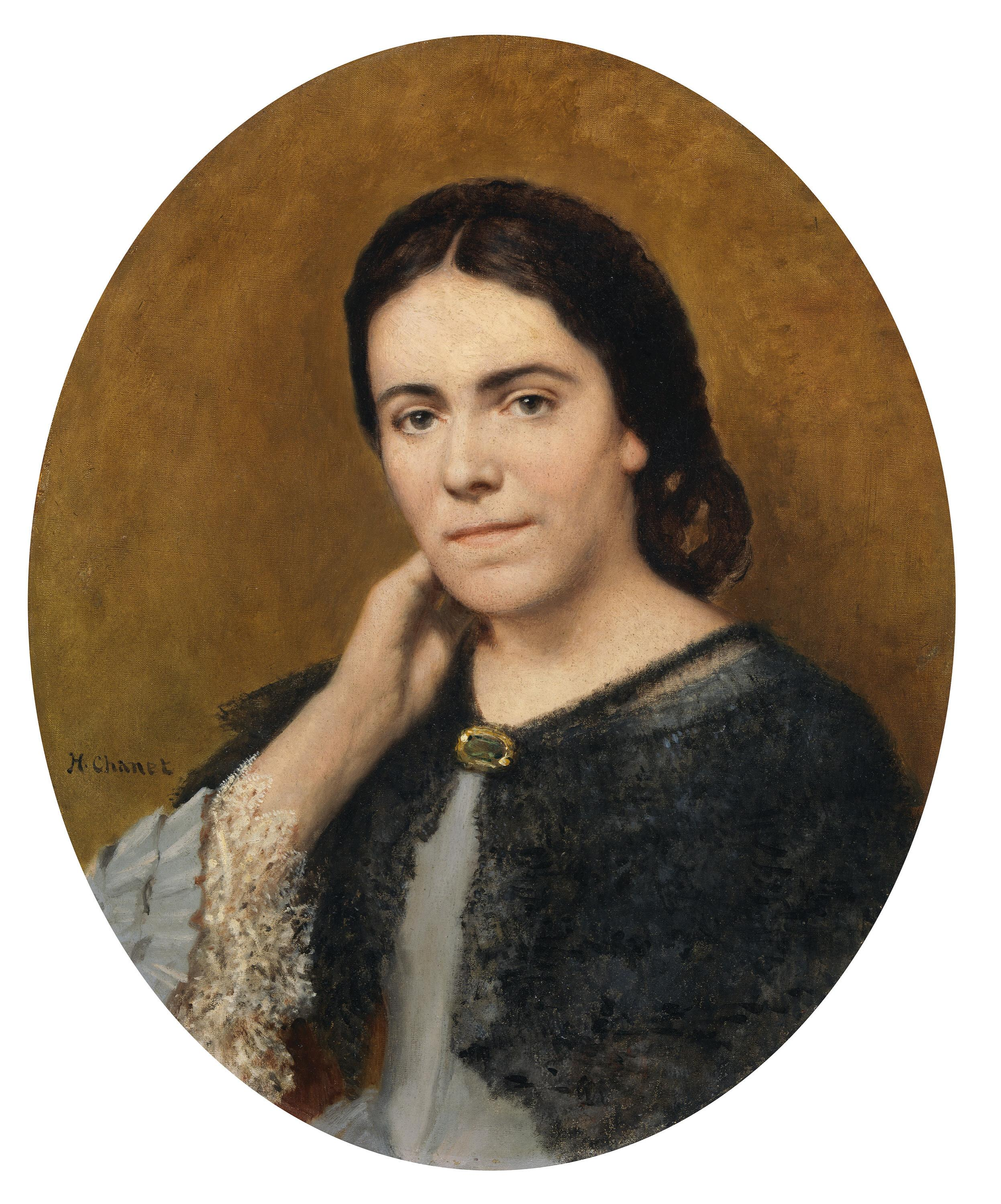
Julia Kavanagh
(Henri Chanet, 1875)

Julia Kavanagh (* 7. Januar 1824 in Thurles in Tipperary; † 28. Oktober 1877 in Nizza) war eine britische Schriftstellerin, Romanautorin, Kurzgeschichtenschreiberin und Biografin.

## Leben
Kavanagh war das einzige Kind des Linguisten und Schriftstellers Morgan Peter Kavanagh (um 1800 – Februar 1874) und dessen erster Frau Bridget (geborene Fitzpatrick † 1887/1888). Sie zog mit ihren Eltern zunächst nach London, später ließen sie sich in Paris nieder. Dort wurde sie erzogen und bekam sie einen guten Einblick in die französische Lebensart. Den Großteil ihrer Kindheit verbrachte sie in der Normandie und in Paris. Die Werke ihres Vaters wie der Roman The wanderings of Lucan and Dinah 1824 oder sein philologisches Werk Discovery of the science of language aus dem Jahr 1844 hatten wenig Erfolg und die Familie zerbrach 1844, als Kavanagh und ihre Mutter wieder nach London zogen, wo sie sich dem Schreiben widmete, um sich ihren Lebensunterhalt dadurch zu finanzieren. Ihre ersten Werke waren Geschichten und Essays für Zeitschriften. 1847 veröffentlichte Kavanagh ihr erstes Buch, eine kleine Erzählung für Kinder mit dem Titel The Three Paths. Aus der zweiten Partnerschaft ihres Vaters mit Marie Rose (um 1856) hatte sie drei Halbgeschwister: Alfred, Matilda und Alexander Morgan.
Kavanagh blieb unverheiratet und lebte bis zu ihrem plötzlichen Tod mit ihrer fast erblindeten Mutter zusammen, mit der sie 1876 noch eine Märchensammlung verfasste. Sie starb im Oktober 1877 in ihrem Haus in Nizza an den Folgen eines schweren Sturzes und wurde auf dem katholischen Friedhof von Nizza beerdigt. Ihr letztes Werk Forget-me-nots wurde 1878 posthum veröffentlicht. Ein Porträt, das der französische Maler Henri Chanet von ihr anfertigte, wurde 1884 von ihrer Mutter der National Gallery of Ireland geschenkt.

## Wirken
Mit der Erzählung Madeleine (1848), die auch ins Deutsche übersetzt wurde, begründete sie ihre literarische Laufbahn. Darin schilderte sie das Leben eines Bauernmädchens aus der Auvergne. Ihre Werke zeugten von Menschenkenntnis und die Anmut und Kraft der Schilderung zeichneten ihre Romane, die überwiegend über das Leben von Frauen erzählen, aus. Nebenbei pflegte sie ihrer gebrechliche Mutter. Sie stand mehrere Jahre mit Charlotte Brontë in Briefkontakt, mit der sie freundschaftlich verbunden war. Sie hatten sich bei einem Treffen kennengelernt, das der Herausgeber W. S. William 1850 in London arrangiert hatte. Es folgte eine längeren Reise durch Frankreich und nach Italien, wo sie noch eine Reihe von Romanen und Novellen schrieb. In den späten 1850er Jahren kam es zu einem erbitterten Streit mit ihrem Vater, der versuchte, aus ihrem Erfolg Kapital zu schlagen. Er behauptete sie sei Mitautorin seines Romans The hobbie (1857) und hatte das auch so drucken lassen. Kavanagh stritt jegliche Beteiligung daran ab und drohte dem Verleger ihres Vaters mit rechtlichen Schritten, wenn ihr Name nicht umgehend aus dem Werk entfernt würde. Zum Ende ihres Lebens lebte sie in Nizza. Neben Romanen und Novellen veröffentlichte Kavanagh 1858 ein Reisetagebuch unter dem Titel A summer and winter in the two Sicilies (2 Bände), und kulturhistorische Werke, wie Women in France during the eighteenth century (2 Bände 1850/1864) mit Schilderungen aus dem Leben berühmter Frauen aus dem Frankreich des 18. Jahrhunderts.

## Schriften (Auswahl)
Viele ihrer Werke wurden in andere Sprachen übersetzt.
- Madeleine: a tale of the Auvergne. London 1848.
- Woman in France during the Eighteenth Century. London 1850 (2 Bände).
- Natalie: a Tale. 3 Bände, Henry Colburn, London 1850 (archive.org, archive.org, archive.org).
- The women of christianity. London 1852 (über die Taten der Frömmigkeit und Nächstenliebe von Frauen des Christentums).
- Daisy Burns. London 1853 (Familienroman).
- Adèle. 1858.
- French Women of letters – Biographical Sketches. 2 Bände, London 1861.
- English women of letters – Biographical Sketches. 2 Bände, London 1862.
- Queen Mab. 3 Bände, Hurst and Blackett, London 1863 (Novelle, archive.org, archive.org, archive.org).
- Sybil’s second love. 1867.
- Sylvia. 1870.
- John Dorrien. 1874.
- mit Bridget Kavanagh: Pearl Fountain, and other Fairy Tales. Henry Holt, New York 1876 (archive.org).